# Brug 820
Brug 820 is een kunstwerk in Amsterdam-Zuid.
Deze brug over een duiker ligt in de Willem van Weldammelaan in Buitenveldert. Die duiker, in de vorm van een afwateringsbuis met een doorsnede van 70 cm, ligt hier geheel onder water in een afwateringstocht. De brug heeft dan ook eerder het uiterlijk van een dam. De architect Dirk Sterenberg, die meerdere bruggen voor Buitenveldert ontwierp, tekende voor de Dienst der Publieke Werken een bouwwerk, dat bij de landhoofden qua breedte aansluit op de weg, maar bij de overspanning aan weerszijden verbredingen heeft, waarop door Sterenberg ontworpen zitbankjes (4 setjes van 4) staan. Op de brug staan lantaarnpalen ontworpen door Friso Kramer, zoon van Sterenbergs voorganger bij Publieke Werken, Piet Kramer.
De borstweringen en balustraden bestaan uit de betonnen T-profiel waartegenaan volkanietstenen zijn geplaatst. Op het T-profiel staan dan groen geschilderde leuninkjes. Brug 820 werd gelijktijdig gebouwd met Brug 833, die ten oosten van brug 820 ligt. Daarbij werd de zuidelijke oever van de afwateringstocht voorzien van een 150 meter lange keerwand bestaande uit hetzelfde materiaal. Het ontwerp dateert van 1961; in najaar 1963 gingen de eerste heipalen de grond in. Februari 1965 werd de brug opgeleverd.

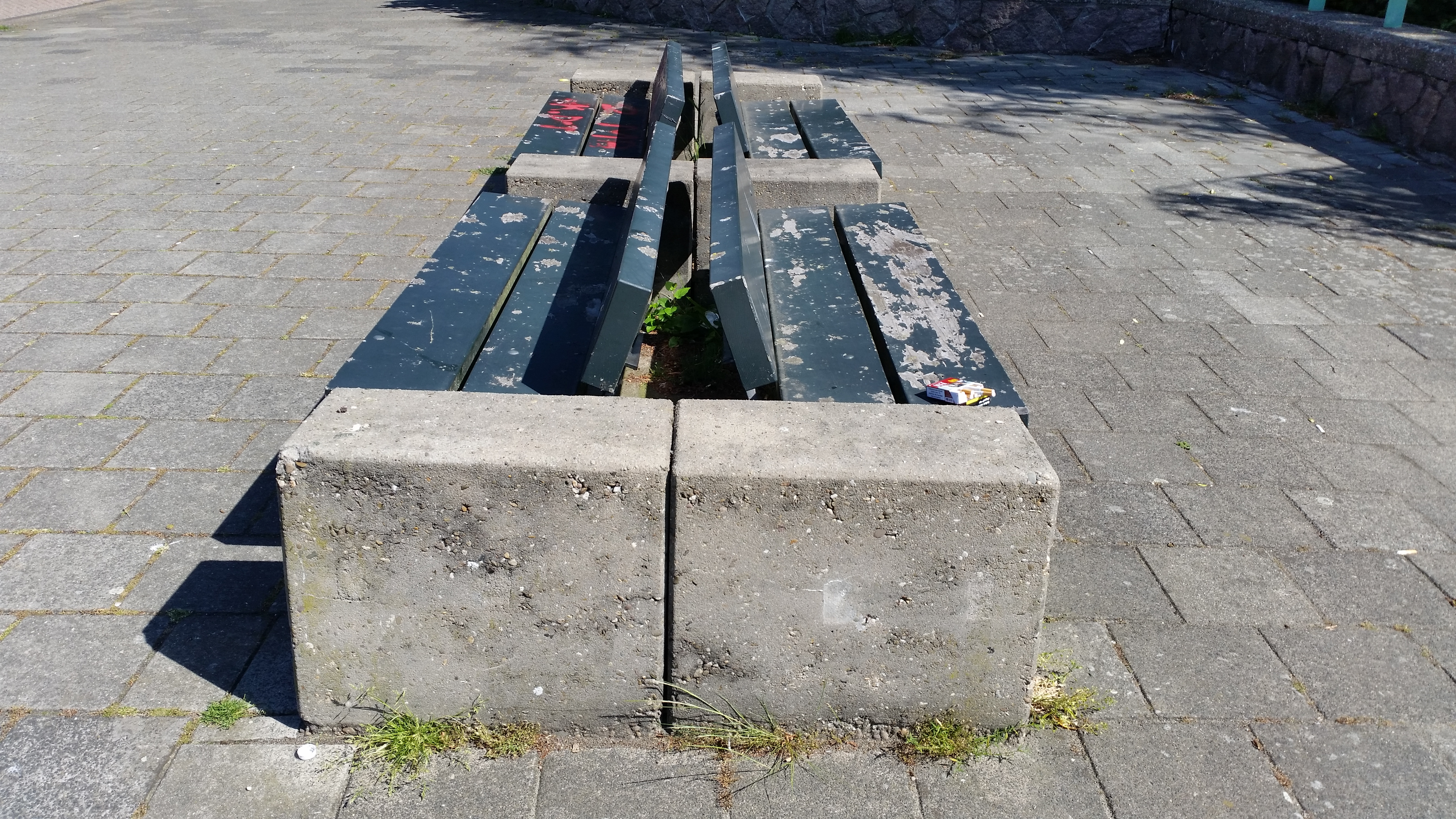
Bankjes van brug 820 (mei 2019)

<<< · 801 · 802 · 803 · 804 · 805 · 808 · 811 · 812 · 813 · 814 · 815 · 816 · 817 · 818 · 819 · 820 · 821 · 822 · 823 · 824 · 825 · 826 · 827 · 828 · 829 · 830 · 831 · 832 · 833 · 834 · 835 · 836 · 837 · 838 · 839 · 840 · 841 · 842 · 844 · 845 · 846 · 848 · 849 · 850 ·  854 · 856 · 857 · 858 · 859 · 860 · 863 · 864 · 865 · 866 · 867 · 868 · 869 · 870 · 871 · 872 · 873 · 875 · 876 · 877 · 889 · 890 · 891 · 892 · 893 · 895 · 896 · 897 · 898 · 899 · >>>
Brugnummers 800, 806, 807, 809, 810, 843 (gesloopt, Uilenstede, Amstelveen), 847 (Uilenstede, Amstelveen) , 851 (gesloopt, Dirk Sterenberg), 852 (gesloopt, Dirk Sterenberg), 853 (gesloopt, Dirk Sterenberg), 855, 861, 862, 874, 878, 879, 880, 881, 882, 883, 884, 885, 886, 887, 888, 894 zijn niet (meer) vergeven.